# Акбастауський сільський округ (Жамбильський район)
Акбастау́ський сільський округ (каз. Ақбастау ауылдық округі, рос. Акбастауский сельский округ) — адміністративна одиниця у складі Жамбильського району Жамбильської області Казахстану. Адміністративний центр — село Бірлесу-Єнбек.
Населення — 2052 особи (2021; 1864 у 2009, 1910 у 1999, 2105 у 1989).
Станом на 1989 рік села Бірлесу-Єнбек та Октябр-Женіс перебували у складі Ассинської сільської ради. 1997 року Акбастауський сільський округ був ліквідований та включений до складу Асинського сільського округу, однак 2004 року округ був відновлений.

## Склад
До складу округу входять такі населені пункти:
| Населений пункт     | Старі назви  | Населення, осіб (1989) | Населення, осіб (1999) | Населення, осіб (2009) | Населення, осіб (2021) |
| ------------------- | ------------ | ---------------------- | ---------------------- | ---------------------- | ---------------------- |
| Бірлесу-Єнбек, село | -            | 1386                   | 1198                   | 1219                   | 1351                   |
| Шокай, село         | Октябр-Женіс | 719                    | 712                    | 645                    | 701                    |